# Klaipėdos keleivinis transportas
VšĮ Klaipėdos keleivinis transportas ist  ein Verkehrsunternehmen in der litauischen Hafenstadt Klaipėda. Es betreibt den öffentlichen Personennahverkehr (Bus) der drittgrößten litauischen Stadt. Nach Rechtsform ist es eine öffentliche Anstalt (Viešoji įstaiga).
„Klaipėdos keleivinis transportas“ wurde am 27. März 2003 auf Beschluss des Stadtrats Klaipėda gegründet. Es gibt 34 Routen.
"Klaipėdos keleivinis transportas" nahm an den internationalen Projekten MoCuBa, PROCEED, PIMMS Transfer und BAY in TRAP teil. Klaipėda war die erste Stadt Litauens, die das E-Ticket-System bei den öffentlichen Verkehrsmitteln einführte.